# Ohotszk
Ohotszk (oroszul Охо́тск) városi jellegű település Oroszország távol-keleti részén, a Habarovszki határterületen, az Ohota folyó és az Ohotszki-tenger partján. Az Ohotszki járás székhelye.
Lakossága a Szovjetunió felbomlása után lecsökkent: 9298 fő (1989); 5738 fő (2002); 5500 fő (2004); 4215 fő (a 2010. évi népszámláláskor).
A települést kozákok alapították 1649-ben. 1714-ben I. Péter orosz cár hajóépítőket küldött Ohotszkba, hogy gyorsabban tudják meghódítani Kamcsatkát. 1718-ban elkészült az első hajó Ohotszkban. 1731-re ez lett a legforgalmasabb orosz tengeri út a Csendes-óceán mentén.
Ohotszk az Orosz-amerikai Társaság tevékenységének egyik központja; több felfedező, többek között a dán Vitus Bering és a portugál Anton de Vieira főhadiszállása volt.
A 19. században Petropavlovszk-Kamcsatszkij növekedése elmozdította Ohotszkot a vezető kereskedelmi pozíciójából, bár így is fontos maradt.
Ohotszk rakétakilövőhely is volt, az itt elhelyezett rakétákat több mint 1000 kilométeres magasságba is képesek voltak kilőni.

## Fordítás
- Ez a szócikk részben vagy egészben  az   Okhotsk című angol Wikipédia-szócikk fordításán alapul.  Az eredeti cikk szerkesztőit annak laptörténete sorolja fel. Ez a jelzés csupán a megfogalmazás eredetét és a szerzői jogokat jelzi, nem szolgál a cikkben szereplő információk forrásmegjelöléseként.